# Jakub Zapała
Jakub Zapała (ur. 5 lipca 1893 w Koninie, zm. 1940 w Kijowie) – major żandarmerii Wojska Polskiego, ofiara zbrodni katyńskiej.

## Życiorys
Syn Jakuba i Zofii, z domu Wojtyczek. Ukończył gimnazjum w Tarnowie z maturą w 1913. Przez cztery semestry studiował na Wydziale Prawa Uniwersytetu Jagiellońskiego (miał ukończyć studia na UJ). Należał wówczas do Związku Strzeleckiego. 
Po wybuchu I wojny światowej został wcielony do C. K. Armii. Ukończył szkołę oficerów rezerwy na Morawach, po czym jako dowódca plutonu w randze chorążego 15 stycznia 1915 został skierowany na front. W marcu 1915 został ranny, jednak nadal uczestniczył w ofensywie na wschód. Został mianowany podporucznikiem piechoty w rezerwie z dniem 1 stycznia 1916. Był przydzielony do 56 pułk piechoty. Był instruktorem i wykładowcą na kursie podoficerskim i w szkole oficerskiej w Opawie. W marcu 1918 został mianowany komendantem dworca kolejowego Kraków Płaszów. 1 maja 1918 awansowany do rangi porucznika. Od sierpnia 1918 kierownik Ekspozytury Rolniczej w Kolbuszowej. U schyłku wojny uczestniczył w rozbrajaniu Austriaków, po czym samowolnie został dowódcą w powiecie kolbuszowskim. Organizował wówczas straż obywatelską, żandarmerię polową oraz kompanię piechoty, która następnie została wcielona do 17 pułku piechoty.
1 listopada 1918 wstąpił do Wojska Polskiego. Został awansowany na stopień kapitana ze starszeństwem z dniem 1 czerwca 1919. Do marca 1919 był dowódcą wojskowym w powiecie kolbuszowskim, po czym odkomenderowany do 18 pułku piechoty na przeszkolenie. Od maja 1919 chory trafił do szpitala, po czym skierowany do 20 pułku piechoty na stanowisko adiutanta w batalionie zapasowym. Na własny wniosek przeniesiony 20 maja 1920 do żandarmerii polowej i został kierownikiem wydziału personalnego w Szefostwie Żandarmerii Polowej w Warszawie. Od 26 sierpnia 1921 oficer do zleceń i dowódca plutonu w 1 dywizjonie żandarmerii w Warszawie. Na przełomie lutego i marca 1922 przeszedł III kurs oficerów żandarmerii w Grudziądzu. W sierpniu 1922 został dowódcą plutonu nr 5 Warszawa. Od 1924 do 1927 pracował nadal w 1 dywizjonie żandarmerii oraz w Oddziale II Sztabu Generalnego. W kwietniu 1927 został odkomenderowany do 3 dywizjonu żandarmerii i objął tam funkcję p.o. kwatermistrza. W 1928 ponownie był oficerem 1 dywizjonu żandarmerii. 23 grudnia 1929 został wyznaczony na stanowisko pełniącego obowiązki kwatermistrza 1 dywizjonu żandarmerii. 28 stycznia 1931 został zatwierdzony na stanowisku kwatermistrza 1 dywizjonu żandarmerii. 29 stycznia 1932 Prezydent RP Ignacy Mościcki awansował go na majora ze starszeństwem z dniem 1 stycznia 1932 i 1. lokatą w korpusie oficerów żandarmerii.
Na początku 1939 był II zastępcą dowódcy (kwatermistrz) 1 dywizjonu żandarmerii. W lipcu 1939 miał zostać skierowany do Ministerstwa Spraw Wojskowych, rzekomo do oddziału II na kierunku wschodnim.
Po wybuchu II wojny światowej podczas kampanii wrześniowej w dniach ok. 5–7 września 1939 ewakuował się wraz z pracownikami ministerstwa. Po agresji ZSRR na Polskę z 17 września 1939 został aresztowany przez funkcjonariuszy NKWD w okolicach Probużnej. Został przewieziony do więzienia przy ulicy Karolenkiwskiej 17 w Kijowie. Tam w 1940 został zamordowany przez NKWD. Jego nazwisko znalazło się na tzw. Ukraińskiej Liście Katyńskiej opublikowanej w 1994 (został wymieniony na liście wywózkowej 57/3-11 oznaczony numerem 1092). Ofiary tej części zbrodni katyńskiej zostały pochowane na otwartym w 2012 Polskim Cmentarzu Wojennym w Kijowie-Bykowni.
Był żonaty, miał córki Danutę i Alinę.

## Ordery i odznaczenia

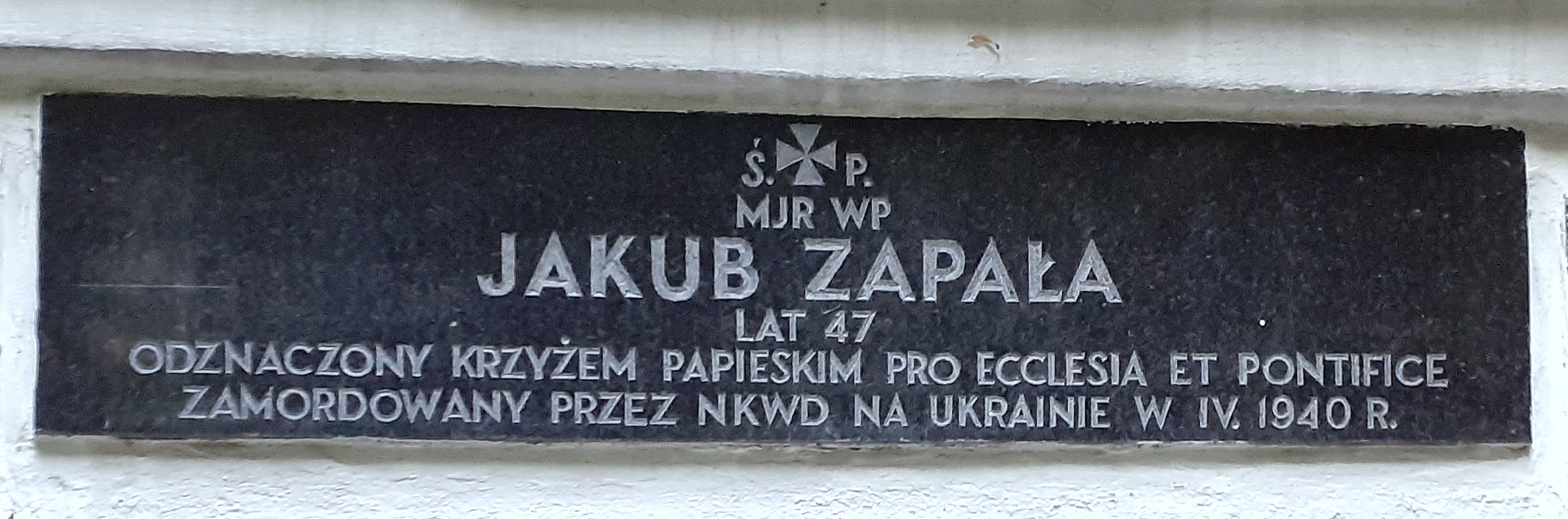
Tabliczka upamiętniająca na ścianie kościoła św. Karola Boromeusza w Warszawie

- Medal Niepodległości (3 maja 1932)[18]
- Srebrny Krzyż Zasługi (19 marca 1931)[19]
- Medal Pamiątkowy za Wojnę 1918–1921
- Państwowa Odznaka Sportowa[20]
- Odznaka Strzelecka[20]
- Krzyż Oficerski Orderu Korony Rumunii (Rumunia, przed 1924)[21]
- Krzyż „Pro Ecclesia et Pontifice” (Stolica Apostolska)
- Srebrny Medal za Męstwo Wojskowe (Włochy)

austro-węgierskie
- Srebrny Medal Zasługi Wojskowej na wstążce Krzyża Zasługi Wojskowej (przed 1918)[5]
- Brązowy Medal Zasługi Wojskowej na wstążce Krzyża Zasługi Wojskowej (przed 1917)[4] i z mieczami (przed 1918)[5]
- Brązowy Medal Waleczności 2 klasy (przed 1917)[4]
- Krzyż Wojskowy Karola (przed 1918)[5]